# 安德鲁瓦河畔洛谢
安德魯瓦河畔洛谢（法語：Loché-sur-Indrois，法語：[lɔʃe syʁ ɛ̃dʁwa] ⓘ）是法国安德尔-卢瓦尔省的一个市镇，位于该省东南部，属于洛什区。

## 地理
安德鲁瓦河畔洛谢（47°5'32"N, 1°13'9"E）面积74.13 平方千米，位于法国中央-卢瓦尔河谷大区安德尔-卢瓦尔省，该省份为法国中西部省份，北起萨尔特省、东北接卢瓦-谢尔省，东南接安德尔省，南至维埃纳省，西临曼恩-卢瓦尔省。
与安德鲁瓦河畔洛谢接壤的市镇（或旧市镇、城区）包括：维勒卢万-库朗热、安德尔河畔沙蒂永、圣西朗迪让博、安德鲁瓦河畔舍米耶、努昂莱方丹、圣伊波利特、塞讷维耶尔、维勒多曼。

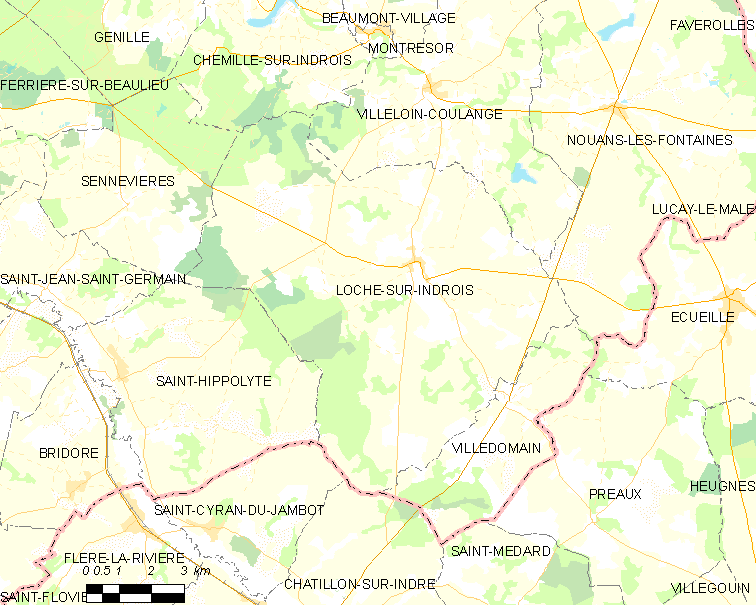
安德鲁瓦河畔洛谢的OSM定位图

安德鲁瓦河畔洛谢的时区为UTC+01:00、UTC+02:00（夏令时）。

## 行政
安德鲁瓦河畔洛谢的邮政编码为37460，INSEE市镇编码为37133。

## 政治
安德鲁瓦河畔洛谢所属的省级选区为洛什县。

## 人口

1962-2008年间安德鲁瓦河畔洛谢人口变化图示

安德鲁瓦河畔洛谢于2022年1月1日时的人口数量为472人。